# Argiolestes obiensis
Argiolestes obiensis – gatunek ważki z rodziny Megapodagrionidae.